# Дэвис, Анджела
А́нджела Иво́нн Дэ́вис (Де́йвис; англ. Angela Yvonne Davis [ˈdeɪvɪs]; 26 января 1944, Бирмингем, Алабама, США) — американская правозащитница, деятель международного коммунистического движения, социолог, педагог и писательница. В 1970-х годах была символом движения за права заключённых. Была связана с движением «Чёрные пантеры».

## Биография
Дэвис родилась 26 января 1944 года в городе Бирмингем, штат Алабама, США, в семье автозаправщика и школьной учительницы.
В одном из выпусков телепередачи «В поисках своих корней» (Finding Your Roots) были раскрыты документальные данные о предках Анджелы Дэвис. Её прадедушка Айсом Спенсер (Isom Spencer: род. ок. 1824—1836) в 1866 году, спустя год после окончания Гражданской войны, подал в суд на своего бывшего рабовладельца Уильяма Поллинга за то, что тот продолжал удерживать в рабстве четырёх малолетних племянников Спенсера. Суд встал на сторону плантатора. Но менее чем через год Бюро вольноотпущенников вмешалось в ситуацию и помогло освободить детей из-под власти Поллинга.

### В леворадикальном движении
В школе Анджела Дэвис училась на «отлично» и мечтала стать учительницей. В старшей школе она стала членом марксистского кружка и сдружилась с Бетиной Аптекер, дочерью крупного марксистского историка Герберта Аптекера. Поступила в массачусетский Университет Брандейса, где была одной из трёх темнокожих студенток на курсе. На одной из демонстраций во время Карибского кризиса впервые встретила философа-неомарксиста Герберта Маркузе, который впоследствии преподавал ей и оказал решающее влияние на политические и философские взгляды Анджелы: «Герберт Маркузе научил меня, как можно одновременно быть учёной, активисткой, исследовательницей и революционеркой». Во время учёбы ей приходилось работать, чтобы заработать на переезд в Европу для продолжения образования.
В 1963 году посетила VIII Всемирный фестиваль молодёжи и студентов в Хельсинки. Дэвис, интересовавшаяся левым экзистенциализмом Сартра и Камю, училась и во Франции, тесно общаясь в этот период с представителями европейских леворадикальных движений. Затем она посещала Франкфуртский университет имени Иоганна Вольфганга Гёте, знаменитый своей школой социальных наук. Длительное время она с товарищами жила в лофте заброшенной фабрики и принимала активное участие в деятельности Социалистического союза немецких студентов. Однако политические процессы в США, в частности радикализация движения за гражданские права и нарастание расистского противодействия ему со стороны крайне правых кругов (в родном городе Дэвис ку-клукс-клановцы забросали гранатами церковь в чёрном районе), побуждают её вернуться в Америку.

### Обвинения, суд и заключение

Анджела Дэвис в розыске

Прибыв на родину, Анджела вступила в Коммунистическую партию США. Когда она начала преподавать в Калифорнийском университете в Лос-Анджелесе, она тут же по распоряжению губернатора Рональда Рейгана была уволена из вуза за членство в Компартии. Занимаясь общественной деятельностью в тюрьме Сан-Квентин, она встретила Джорджа Джексона — заключённого, осуждённого на срок от одного года до пожизненного заключения за кражу, активиста организации «Чёрные пантеры». Анджела влюбилась и решила помочь освободить любимого.
7 августа 1970 года семнадцатилетний Джонатан Джексон с двумя друзьями, пытаясь освободить из зала суда «соледадских братьев» — троих чернокожих заключённых (включая своего брата), обвинённых в убийстве полицейского, захватил в заложники обвинителя, нескольких судей и присяжных.
При освобождении заложников были убиты Джонатан Джексон, его сообщник и судья, полицией был ранен обвинитель. По калифорнийским законам (согласно секции 31, введенной поправкой 1872 года), покупатель оружия, из которого совершено убийство, считался соучастником вне зависимости от присутствия на месте преступления, и против Дэвис были выдвинуты соответствующие обвинения в заговоре, захвате заложников и убийстве.
Дэвис уехала из Калифорнии и скрывалась от полиции в течение двух месяцев, прежде чем её арестовали в Нью-Йорке. В полицейском изоляторе её держали отдельно, но после апелляции позволили находиться вместе с другими заключёнными. После этого Дэвис начала кампанию по сбору средств на залог для бедных заключённых. За неё саму залог был внесён калифорнийским фермером.
Арест Анджелы Дэвис вызвал бурную реакцию общественности по всему миру. В СССР лозунг «Свободу Анджеле Дэвис!» получил широчайшее распространение. Находящейся в заключении Анджеле Дэвис писали письма дети из школ всего Советского Союза. Сама она также писала в тюрьме.
После 18 месяцев заключения обвинению не удалось доказать причастность Дэвис к захвату заложников и убийству. Единственным существенным доказательством, представленным на суде (02—04.06.1972 г. — оправдательный вердикт суда) прокурором Альбертом Харрисом, был конфискованный в тюремной камере Джексона её личный дневник, содержащий её признание в любви к Джорджу и поэтому отредактированный судьёй и защитниками, для публичного прочтения на суде. Она была возмущена: «И с такими-то доказательствами в течение 16 месяцев меня держали в тюрьме!» И морально подавлена: «Я чувствовала себя подавленной тем, что самые мои сокровенные чувства выплеснуты на всеобщее обозрение — да еще как — в коварных целях, холодным голосом прокурора».

### После освобождения

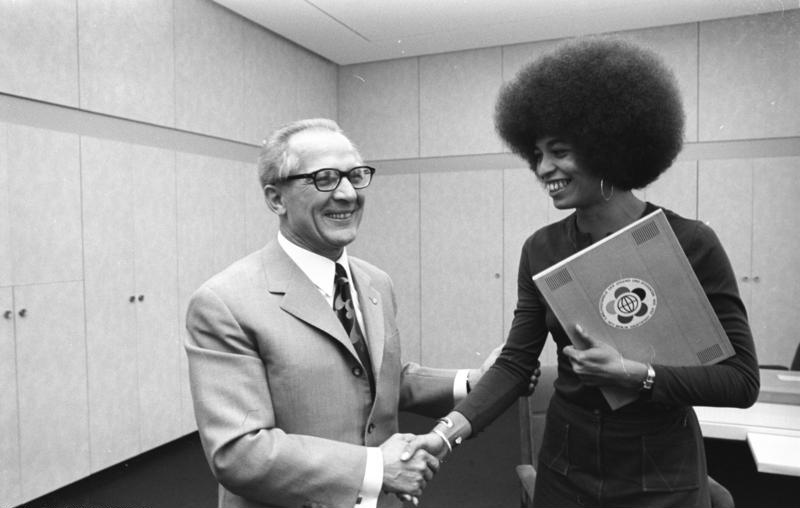
Анджела Дэвис и Эрих Хонеккер в Берлине (1972 год)

После освобождения Анджела Дэвис стала членом ЦК Коммунистической партии США.
Выступила в поддержку протеста индейцев в Вундед-Ни и в конце марта 1973 года попыталась приехать в резервацию Пайн-Ридж, чтобы встретиться с протестующими, но была задержана полицией штата Южная Дакота.
В 1980 и 1984 годах баллотировалась на пост вице-президента США, в 1980 году — в паре с Гэсом Холлом (в это время с ней встретился лично Леонид Брежнев). Неоднократно приезжала в СССР, награждена советским орденом Дружбы народов. Объявлена почётным гражданином города Магдебурга.
После того, как американская компартия поддержала ГКЧП, Дэвис порвала с ней и совместно с бывшими соратниками по Компартии США (например, Питом Сигером) основала «Комитеты по связям за демократию и социализм» (Committees of Correspondence for Democracy and Socialism) (перекликается с названием революционных организаций времен войны за независимость США). Продолжая определять себя как радикальная левая и демократическая социалистка, она активно занимается борьбой за права женщин и заключённых. Выступает против гомофобии и смертной казни. Поддерживает движение BDS. В интервью журналу Out 1997 года 53-летняя Дэвис сказала, что является лесбиянкой (ранее она опровергала этот слух в своей юношеской книге, которую она шутливо назвала «Автобиография»). 
Сейчас Анджела Дэвис — профессор всеобщей истории и доктор философии (PhD) Калифорнийского университета в Санта-Крузе.

## Награды и премии
- Почетный доктор МГУ им. М. В. Ломоносова (осень 1972 года)
- Национальный орден «Плайя-Хирон» (Куба, 3 октября 1972 года)
- Международная Ленинская премия «За укрепление мира между народами» (1979 год)
- Медаль «В ознаменование 100-летия со дня рождения Владимира Ильича Ленина» (1972 год)
- Премия немецкого Общества защиты гражданских прав и человеческого достоинства (Gesellschaft zum Schutz von Bürgerrecht und Menschenwürde) (2004 год)

## Образ Анджелы Дэвис в культуре

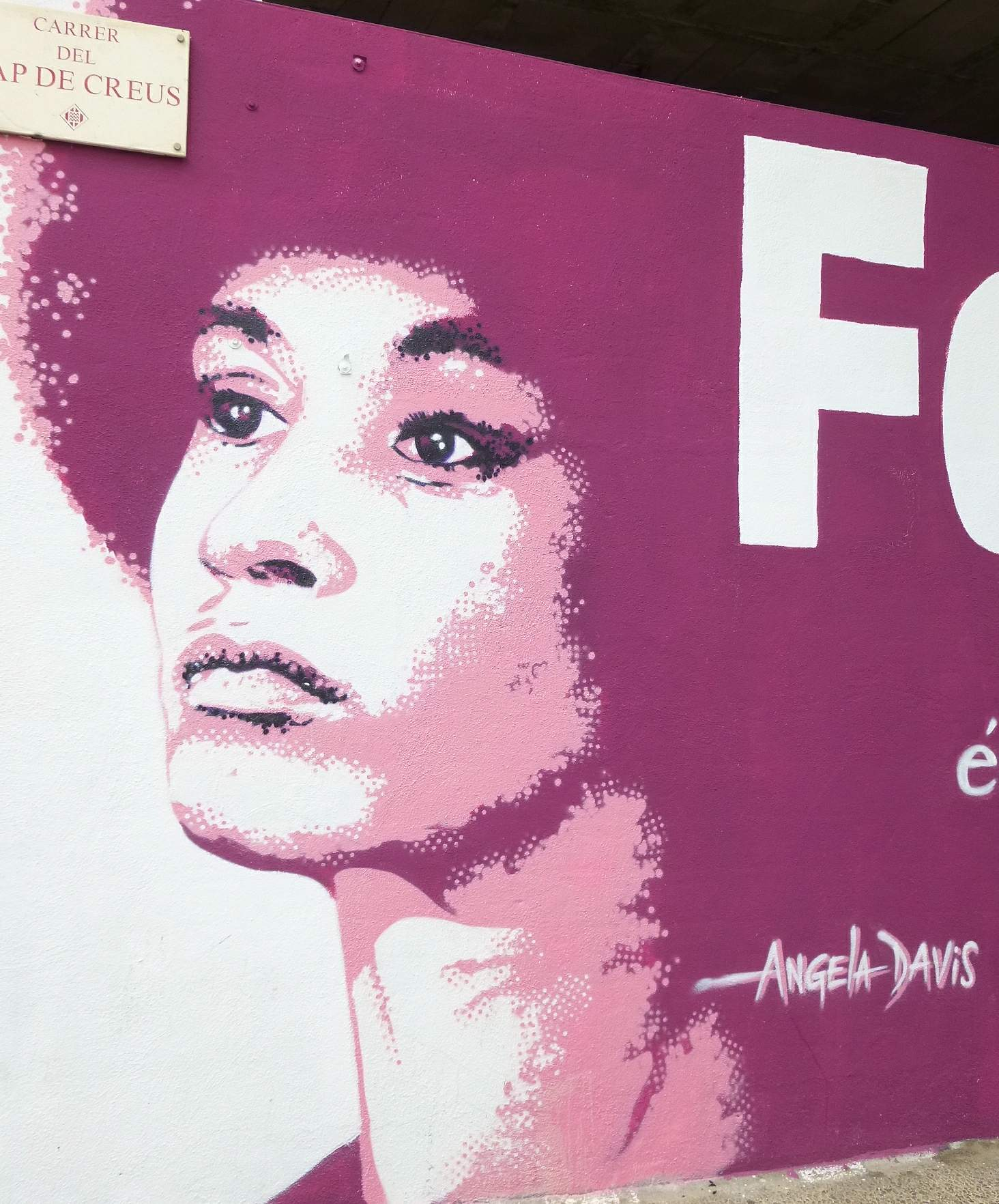
Граффити с Анджелой Дэвис в Жироне, Каталония

- Джон Леннон посвятил Анджеле Дэвис в 1972 году песню Angela из альбома Some Time in New York City.
- В её же честь группа The Rolling Stones написала сингл Sweet Black Angel. Янник Ноа посвятил ей песню «Angela».
- «Свободу Анджеле Дэвис!» — песня Гарика Сукачёва и «Неприкасаемых».
- В фильме «Брат 2» девиз «Свободу Анджеле Дэвис!» с иронией произносит герой Виктора Сухорукова.
- В песне Владимира Высоцкого есть строки:

Ну а потом на Канатчиковой даче,

где, к сожаленью, навязчивый сервис,

я и в бреду всё смотрел передачи,

всё заступался за А́нджелу Дэвис…— Владимир Высоцкий. «Жертва телевидения» (1972)
- В фильме «Фара» главный герой в детстве пишет письма Анджеле Дэвис.
- В компьютерной игре Mafia II фотография Анджелы Дэвис висит на стене в доме главного героя (несмотря на то, что события игры происходят в 1943—1951 годах).
- Образ Анджелы Дэвис (но под другим именем) спародирован в комедийном боевике 2009 года «Чёрный динамит», где она выступает верной помощницей главного героя, попутно борясь за права чернокожего населения и проявляя прочую гражданскую активность. В отличие от своего спутника, который привык полагаться только на грубую силу, верит в мирное урегулирование конфликтов. Роль исполняет Салли Ричардсон.
- В фильме «Телесеть» Сидни Люмета также присутствует медийная марксистка — Лорин Хоббс из Коммунистической партии, внешностью очень похожая на Анджелу Дэвис[16].

### Сочинения
- If They Come in the Morning: Voices of Resistance (1971)
- Angela Davis. An Autobiography. N.Y., 1974
- Women, Race, and Class (1981)
- Women, Culture, and Politics (1989)
- Violence Against Women and the Ongoing Challenge to Racism (1992)
- Resisting State Violence: Radicalism, Gender, and Race in U.S. Culture (1996)
- The House That Race Built (1998)
- The Angela Y. Davis Reader (1998)
- Blues Legacies and Black Feminism: Gertrude "Ma" Rainey, Bessie Smith, and Billie Holiday (1998)
- Global Critical Race Feminism: An International Reader (1999)
- Imagining Medea: Rhodessa Jones and Theater for Incarcerated Women (2001)
- Are Prisons Obsolete? (2003)
- Angela Davis Abolition Democracy, Beyond Empire, Prison and Torture. Seven Stories Press. New York, 2005
- Angela Davis. S’ils frappent à l’aube (avec Bettina Aptheker), essai, Editions Gallimard
- An Autobiography, and Abolition. Feminism. Now. (2022)

Книги на русском
- Дэвис А. Автобиография / пер. с англ. В. А. Война, Н. Д. Кузнецовой. — М.: Прогресс, 1978. — 416 с.
- Дэвис А. Женщины, раса, класс / пер. с англ. Л. Голден, М. Шкундин. — М.: Прогресс, 1987. — 280 с.

Статьи
- Дэвис А. О роли негритянских женщин в борьбе с рабством. // Современная прогрессивная философская и социологическая мысль в США. М.: Прогресс, 1977.
- Аптекер Б., Дэвис А. Кто такой политический заключённый? // Современная прогрессивная философская и социологическая мысль в США. М.: Прогресс, 1977.
- Дэвис А. Наследия Маркузе // «Скепсис»[17].
- А. Дэвис. Расизм и миф о черном насильнике // Антология гендерной теории / пер. с англ. О. Рябкова. — Минск: Пропилеи, 2000. — С. 190—217. — ISBN 985-6329-32-9.